# Distretto di Nizip
Il distretto di Nizip (in turco Nizip ilçesi) è uno dei distretti della provincia di Gaziantep, in Turchia.